# Пінон новогвінейський
Пі́нон новогвінейський (Ducula rufigaster) — вид голубоподібних птахів родини голубових (Columbidae). Мешкає на Новій Гвінеї та на сусідніх островах.

## Опис
Довжина птаха становить 35 см, вага 410-580 г, довжина хвоста становить 20-21 см. Виду не притаманний статевий диморфізм. Голова і горло сіро-рожеві, груди і боки мають яскравий золотисто-коричневий відблиск. Живіт і гузка світло-коричневі. Задня частина шиї і спина сизі, нижня частина спини і надхвістя малинові з металневим відблиском. Махові пера темно-зелені. Хвіст короткий, темно-коричневий з зеленуватим або бронзовим відблиском, на кінці сірий. Очі червоні, навколо очей плями голої червоної шкіри, лапи малинові.

## Підвиди
Виділяють два підвиди:
- D. r. rufigaster (Quoy & Gaimard, 1832) — острови Раджа-Ампат, північний захід і південь Нової Гвінеї;
- D. r. uropygialis Stresemann & Paludan, 1932 — острів Япен і північ Нової Гвінеї.

## Поширення і екологія
Новогвінейські пінони живуть у вологих рівнинних тропічних лісах Новій Гвінеї. Зустрічаються поодинці, на висоті до 1200 м над рівнем моря. Живляться плодами.